# No More Travelling Chess
No More Travelling Chess is een studioalbum van de Britse muziekgroep Parallel or 90 Degrees. Het werd uitgegeven in 1999 als het derde officiële album van de band. Maar het is eigenlijk al uitgegeven in 1992, en is daarmee de voorloper van alle albums van de band.
In 1991 bestand Po90 nog niet, maar was plaatselijk bekend onder de naam Gold Frankincense & Disk Drive. Hun enige daad op opnamegebied was een Compact cassette met bovenstaande naam en een optreden in Peterborough. De leden van de band, Tillison en Manning, waren fans van Van der Graaf Generator en van hun zanger Peter Hammill. Idee voor het album ontstond toen Tillison zijn elpee Godbluff kwijt raakte en "Arrow" probeerde na te spelen. Dit idee groeide en groeide en Hammill leverde onder zijn goedkeuring de teksten aan voor de uiteindelijk vier composities van hem die Tillison en Manning opnamen. In deze samenstelling trad de band ook eenmaal op en Hugh Banton van Van der Graaf Generator speelde mee. Ongeveer in diezelfde tijd namen ze Advance en Evolutionairy Status Quo op. De stem van Tillison klinkt volgens sommigen enigszins als die van Hammill.
De heren kwamen weer bij elkaar toen door het succes van Po90 er vraag kwam naar de historie van de band. Tillison en Manning gingen weer aan de slag, ditmaal met de track "(In the) Black Room". In 1999 kwam het album officieel op de markt met "(In the) Black Room" als nieuwigheid. Geluidstechnisch is er weinig verschil tussen de opnamen.

## Musici
- Andy Tillison – zang, keyboards, gitaar en slagwerk
- Guy Manning – gitaar, keyboards en achtergrondzang

## Composities
1. "Arrow" (Hammill) (het origineel verscheen op Godbluff) (7:45)
2. "Roncevaux" (Hammill) (het origineel verscheen op Time Vaults) (6:50)
3. "Flight" (Hammill) (het origineel verscheen op A Black Box) (19:24)
4. "Modern" (Hammill) (het origineel verscheen op The Silent Corner and the Empty Space) (10:02)
5. "(In the) Black Room" (Hammill) (het origineel verscheen op Chameleon In The Shadow Of The Night) (12:17)
6. "Advance" (Tillison) (8:46)
7. "Evolutionary Status Quo" (Manning) (4:43)